# アローン・イン・ザ・ユニバース
『アローン・イン・ザ・ユニバース』（Alone in the Universe）は、2015年にジェフ・リンが"ジェフリンズELO"名義で発表したスタジオ・アルバム。エレクトリック・ライト・オーケストラ のアルバムとしては『ズーム』以来15年ぶりとなる。

## 収録曲
作曲は全てジェフ・リンによるもの。
1. ホエン・アイ・ワズ・ア・ボーイ - "When I Was a Boy" – 3:12
アルバムからの先行シングル。それに伴って制作されたPVは、ELO、トラヴェリング・ウィルベリーズといったジェフのキャリアを振り返る内容となっている
2. ラヴ・アンド・レイン - "Love and Rain" – 3:29
娘のローラがコーラスで参加。
3. ダーティ・トゥ・ザ・ボーン - "Dirty to the Bone" – 3:06
前作「ズーム」収録のバラード「モーメント・イン・パラダイス」のイントロ、バースおよびコーラスと、この曲のイントロおよびバースのコード進行が同じ（キーは異なる）。「モーメント～」の歌詞が女性（当時ガールフレンドだったロージー・ヴェラ？）の愛を賛美するものだったのに対して、こちらの歌詞は女性のズルさ・怖さに焦点を当てており、対照的な内容となっている。
4. ホエン・ザ・ナイト・カムズ - "When the Night Comes" – 3:22
アルバムからのセカンドシングル。
5. ザ・サン・ウィル・シャイン・オン・ユー - "The Sun Will Shine on You" – 3:29
6. エイント・イット・ア・ドラッグ - "Ain't It a Drag" – 2:34
マージービートのロックナンバー。発売に先駆けてライブ演奏されていた。
7. オール・マイ・ライフ - "All My Life" – 2:50
8. アイム・リーヴィング・ユー - "I'm Leaving You" – 3:07
ロイ・オービソンに敬意を表した曲。
9. ワン・ステップ・アット・ア・タイム - "One Step at a Time" – 3:21
アルバムからのサードシングル。娘のローラがコーラスで参加。
10. アローン・イン・ザ・ユニバース - "Alone in the Universe" – 3:54
ボイジャー1号が太陽系から離れたというニュースにインスパイアされて生まれた曲。

### デラックスエディション盤ボーナストラック
1. フォルト・ライン - "Fault Line" – 2:07
2. ブルー - "Blue" – 2:36
3. オン・マイ・マインド - "On My Mind" – 3:09
日本盤のみのボーナストラック

## 演奏者
- ジェフ・リン - ヴォーカル、シェイカーとタンバリンを除く全ての楽器
- スティーヴ・レイ（エンジニア） - シェイカー、タンバリン
- ローラ・リン（ジェフの娘） - コーラス